# Château de Triel

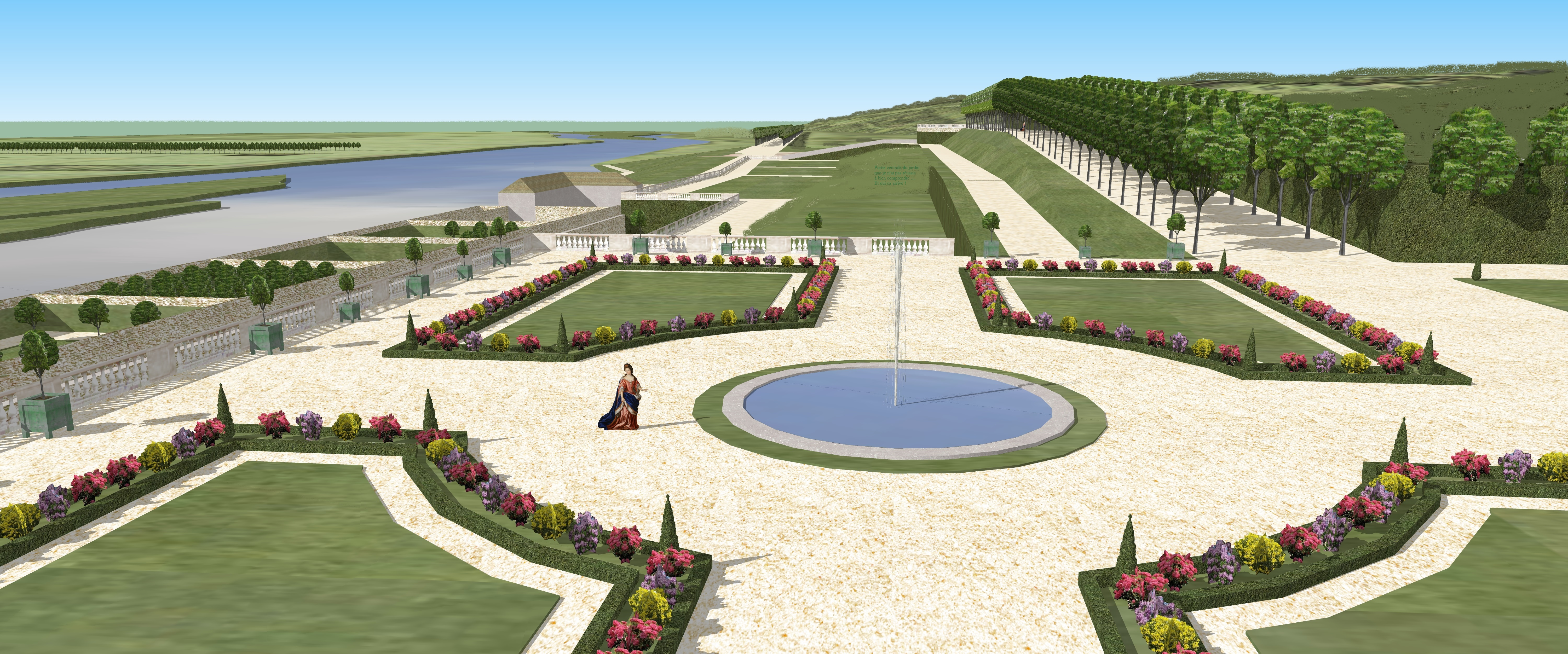
Essai de restitution des jardins du château de Triel-sur-Seine, XVIIIe siècle.

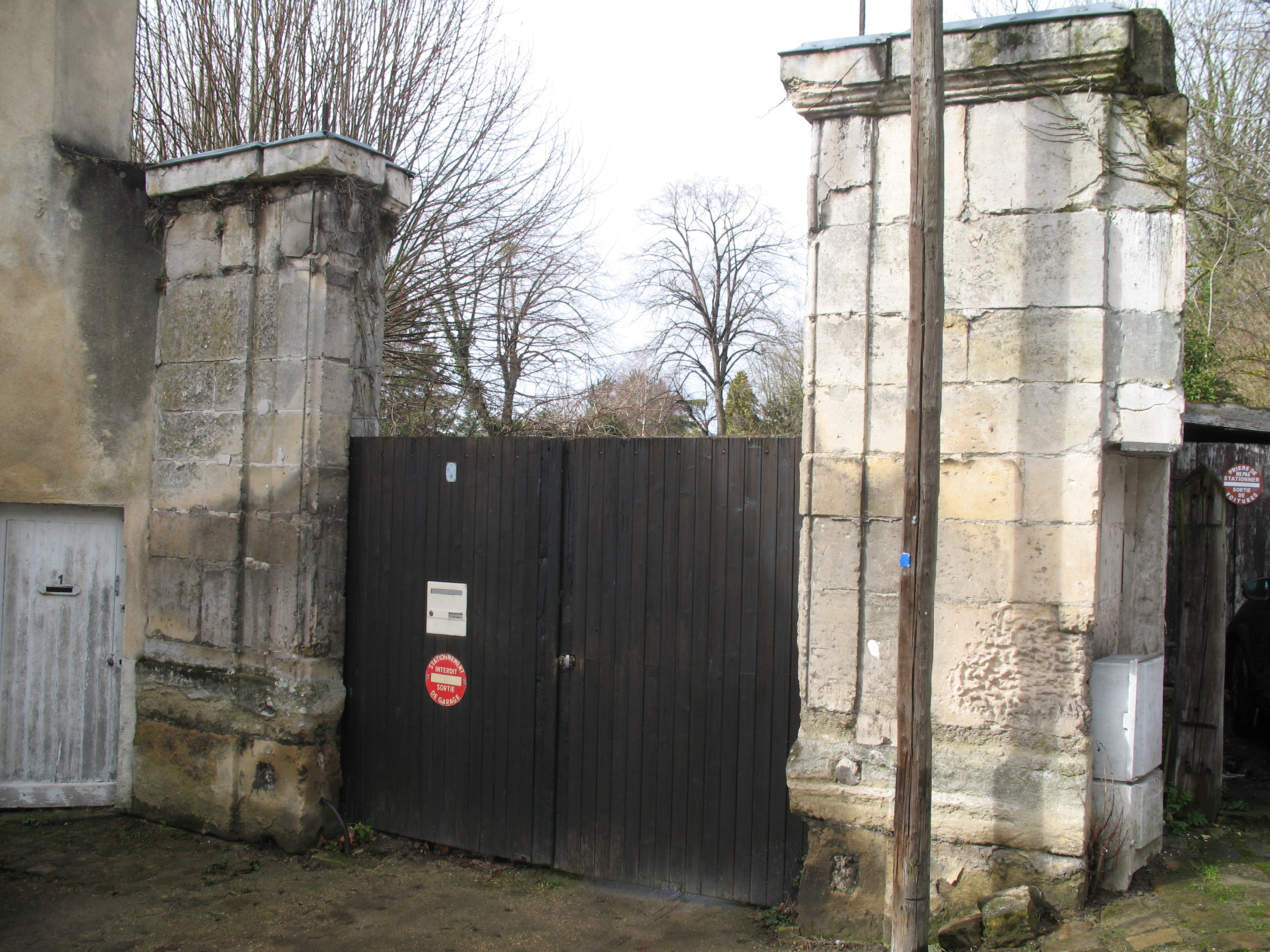
Entrée de l'ancien château de Triel
(rue Galande)

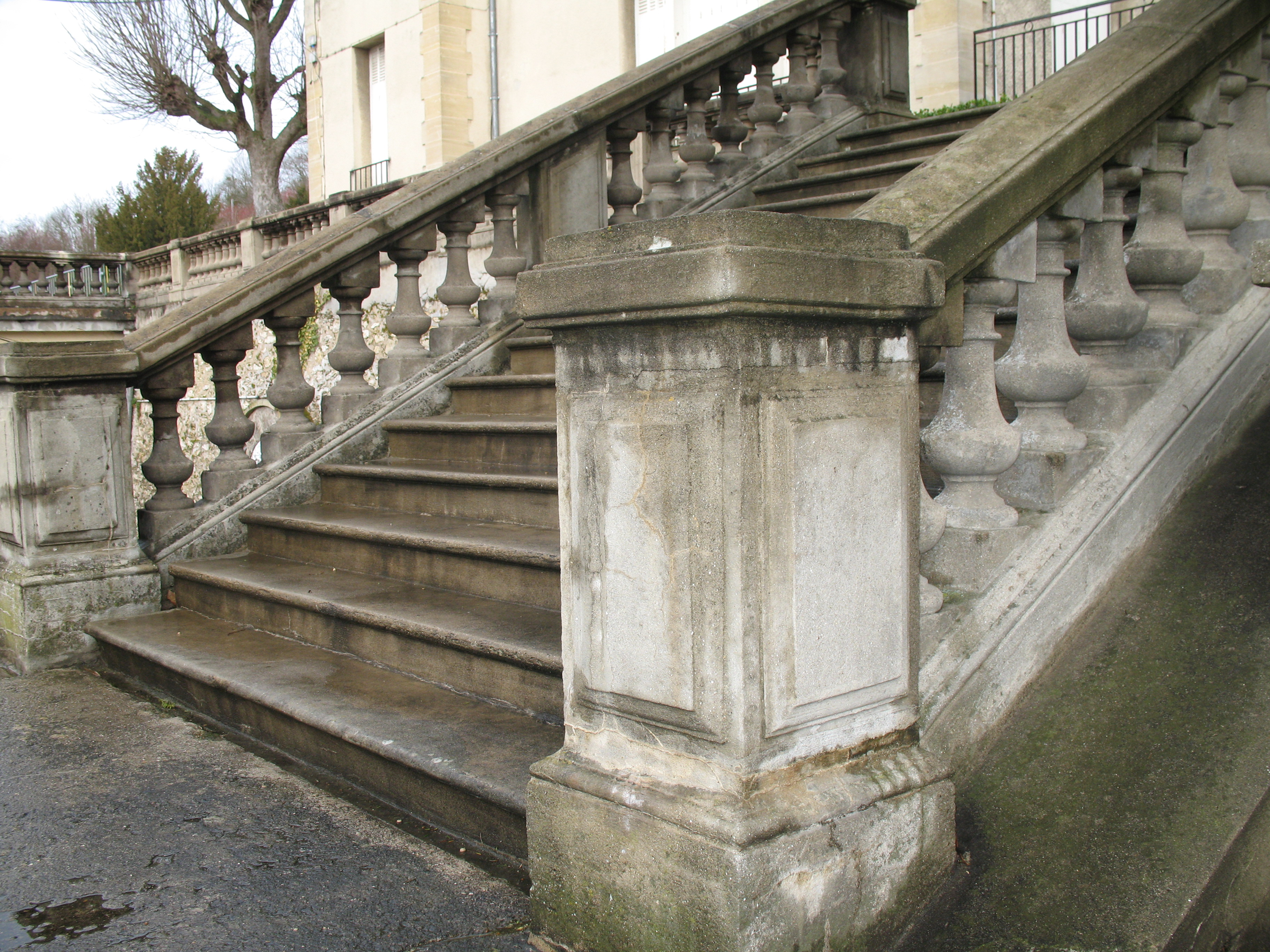
Escalier monumental

Le château de Triel, aujourd'hui disparu, était situé sur la rive droite de la Seine, sur la commune de Triel-sur-Seine, dans le département des Yvelines.

## Description
- Le domaine, d'une superficie de huit hectares environ, était clos de murs.
- L'ensemble formé par deux constructions accolées, appelées château vieux (corps de logis principal) et château neuf (aile en retour), comportait une centaine de pièces (dont 45 chambres) réparties sur un rez-de-chaussée, un étage et un étage de combles. Une autre aile servait d'écurie. Il y avait également une basse-cour et la maison du garde. Le château vieux fut construit au XVIIe siècle à la place d'un château fort ; le château neuf est une extension réalisée au XVIIIe siècle.
- Deux galeries souterraines conduisaient, l'une à la Seine (où la princesse de Conti avait une gondole amarrée), l'autre à l'église.
- Des jardins en terrasse avec balustrade comportaient des bassins dont un avec un jet d'eau, des bosquets et deux jardins potagers.
- Un colombier, situé hors les murs, faisait aussi partie du domaine.

La partie du site aujourd'hui ouverte au public est un parc municipal dans lequel se trouve un club de tennis.

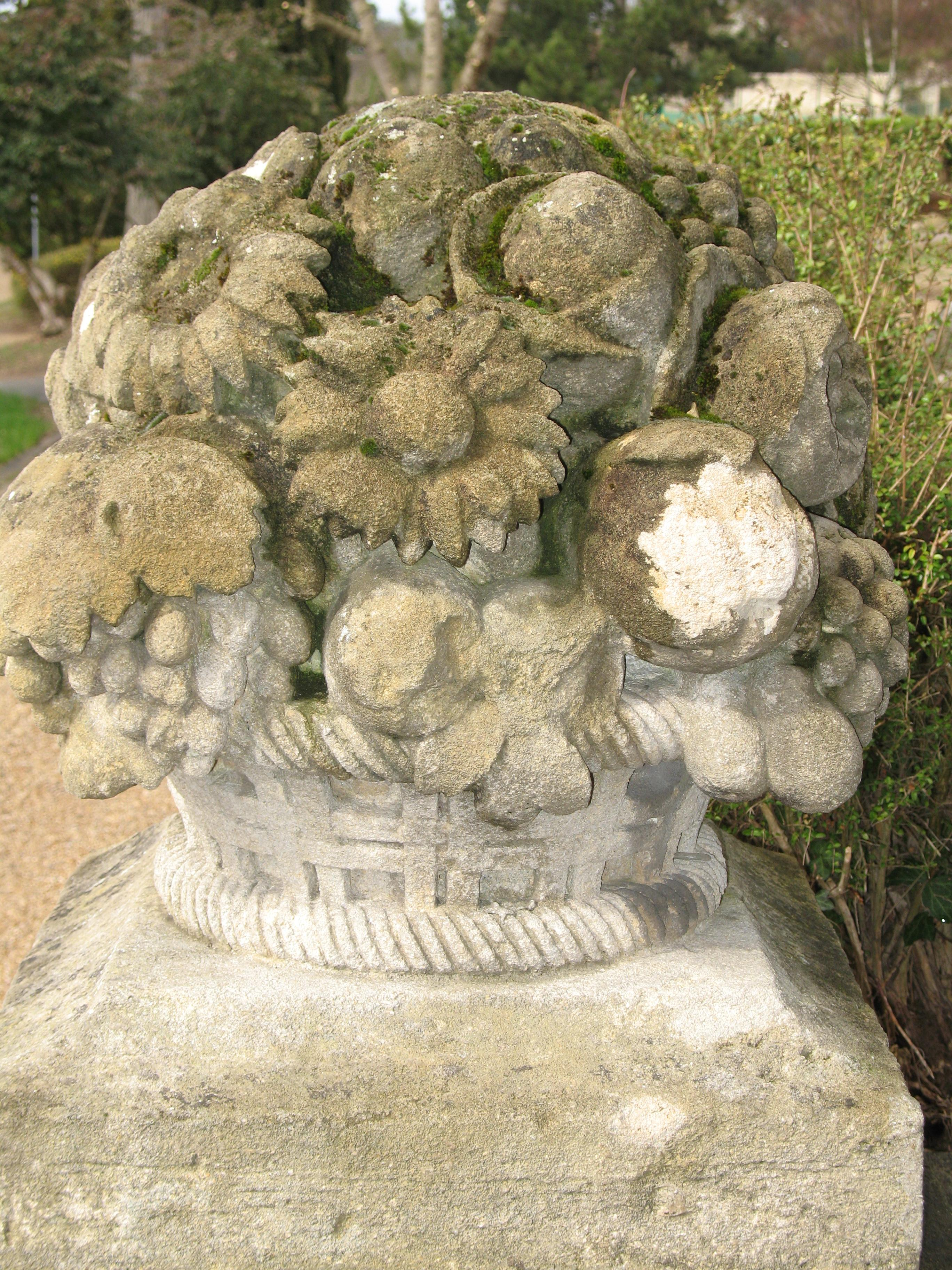
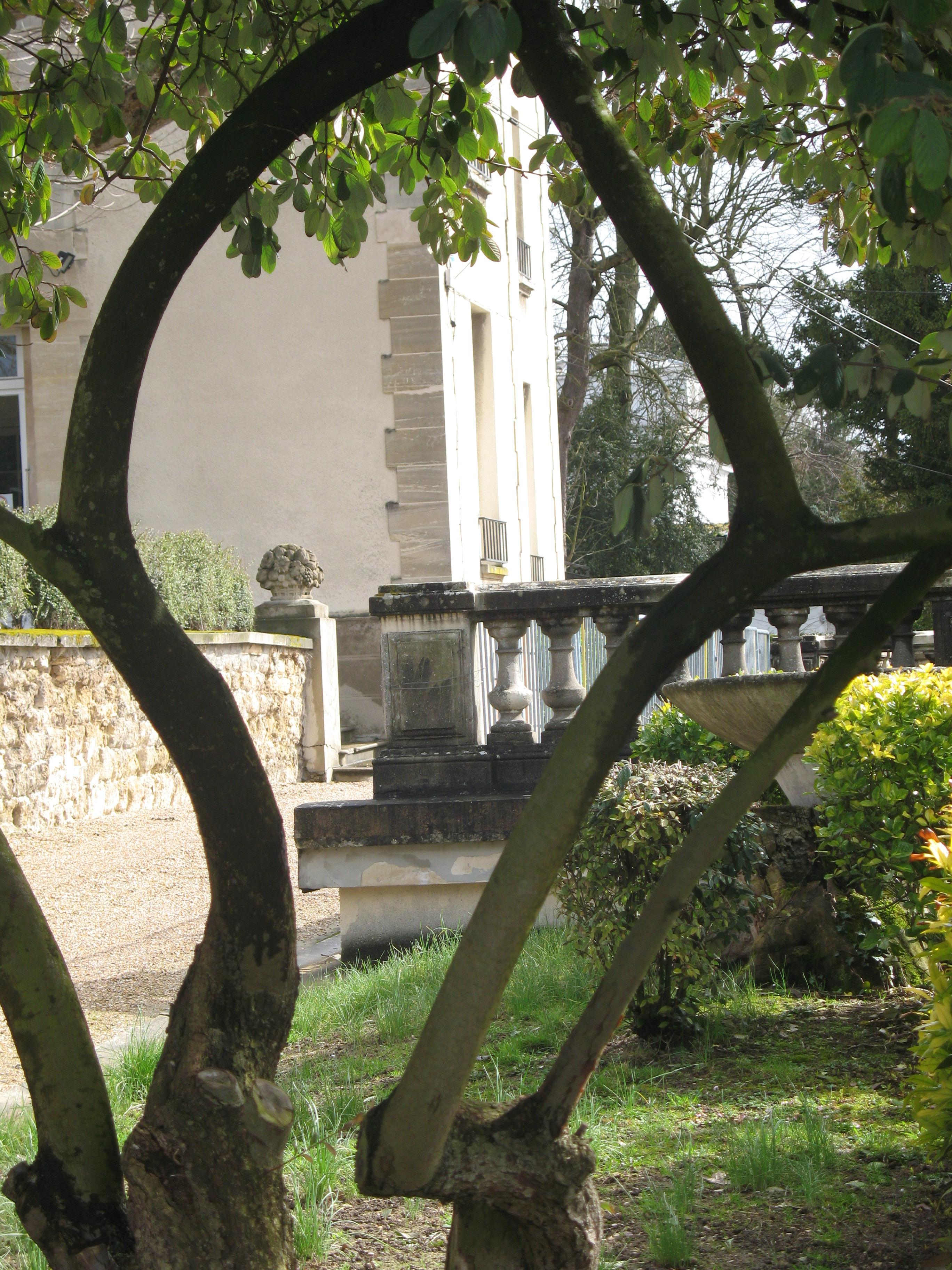
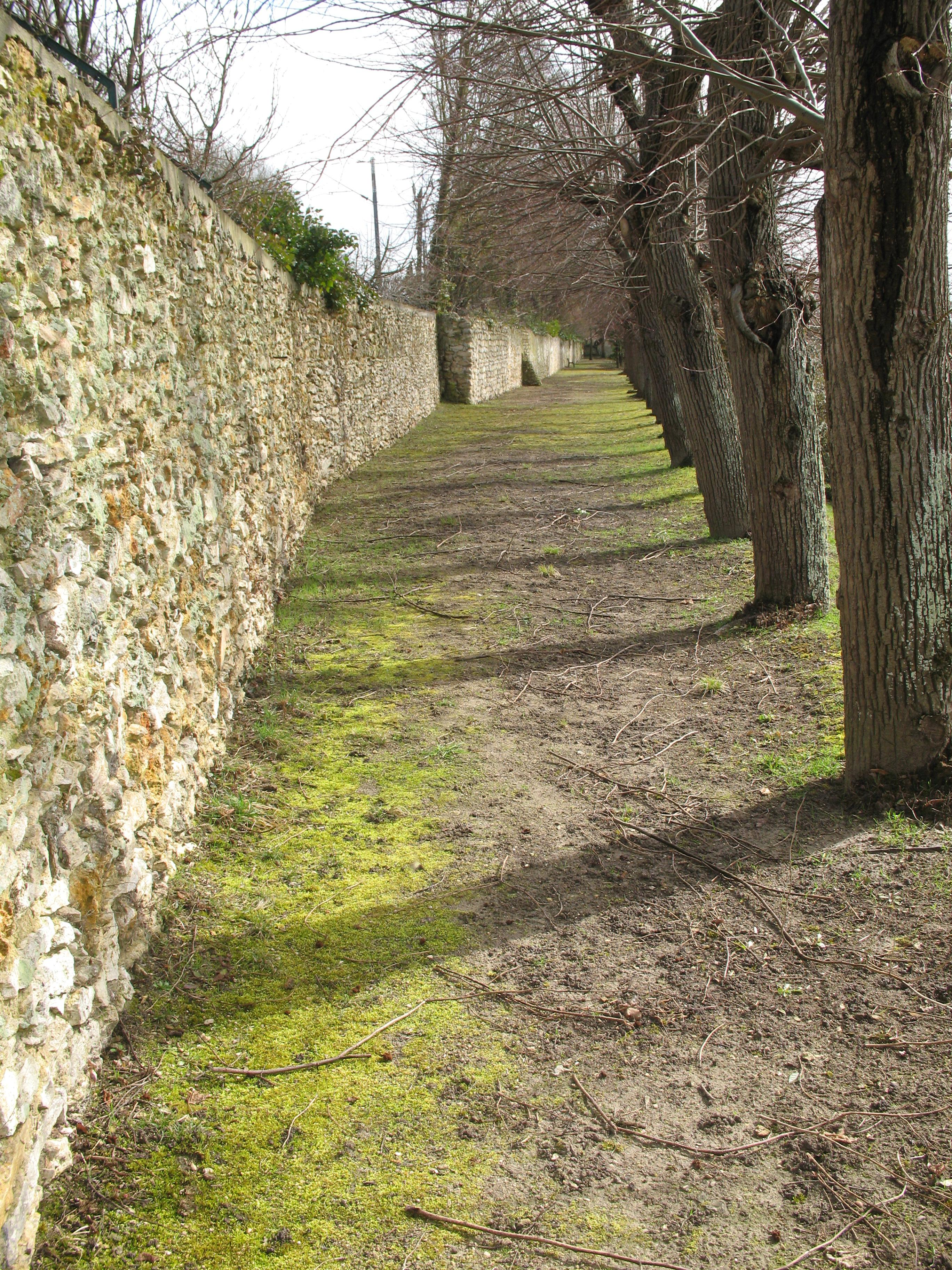
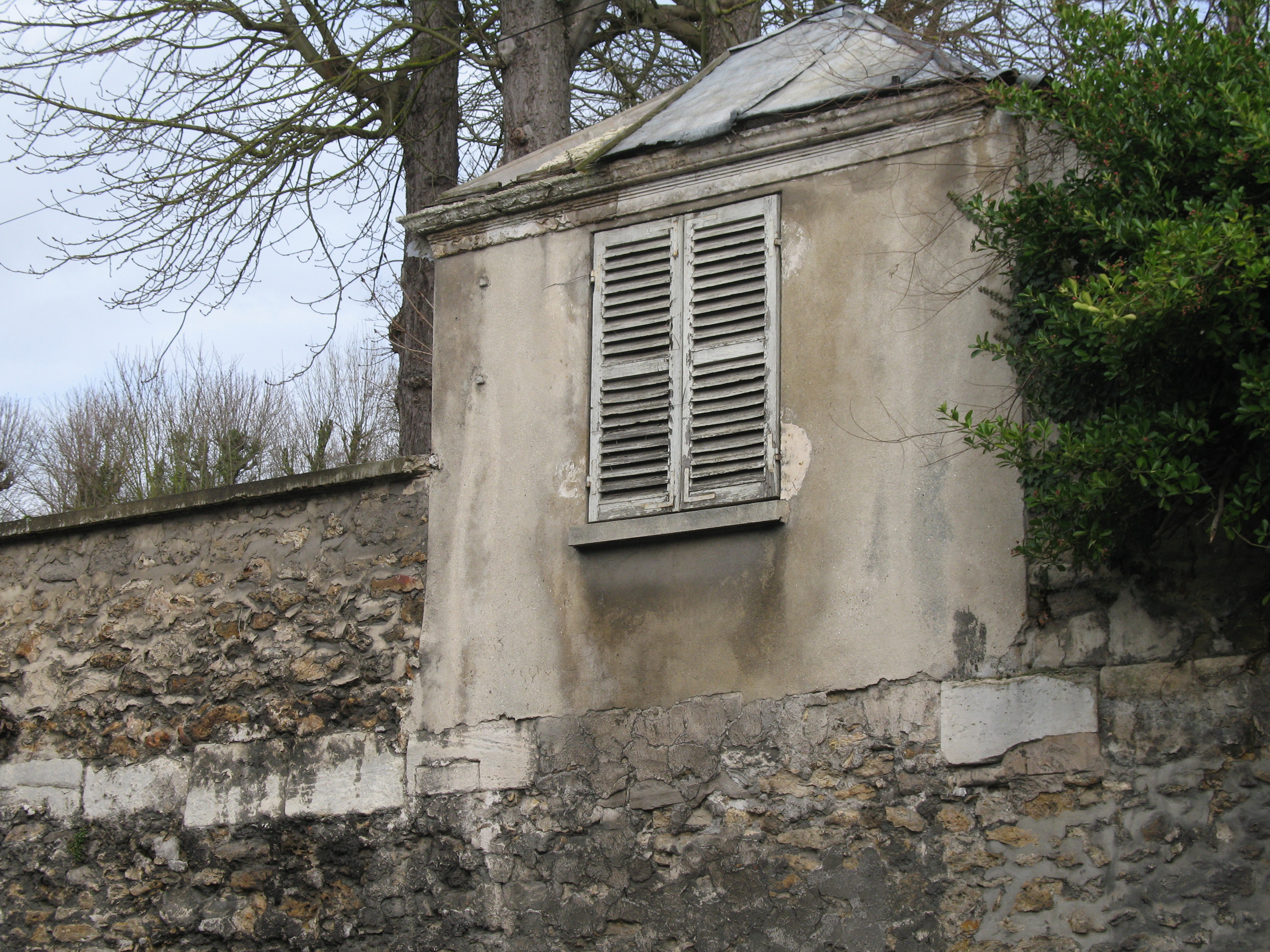

Quelques vues du parc :

## Historique

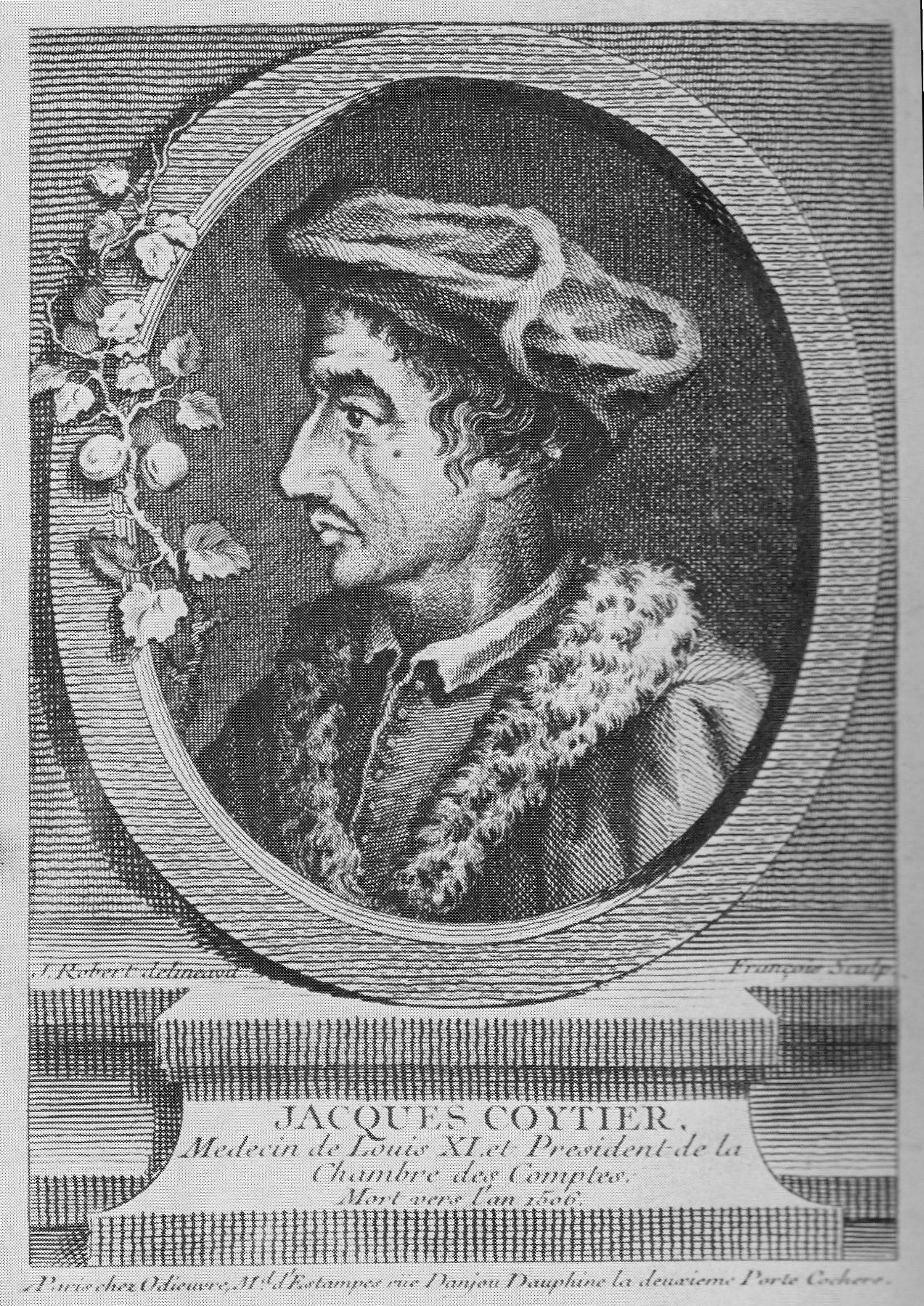
Jacques Coitier

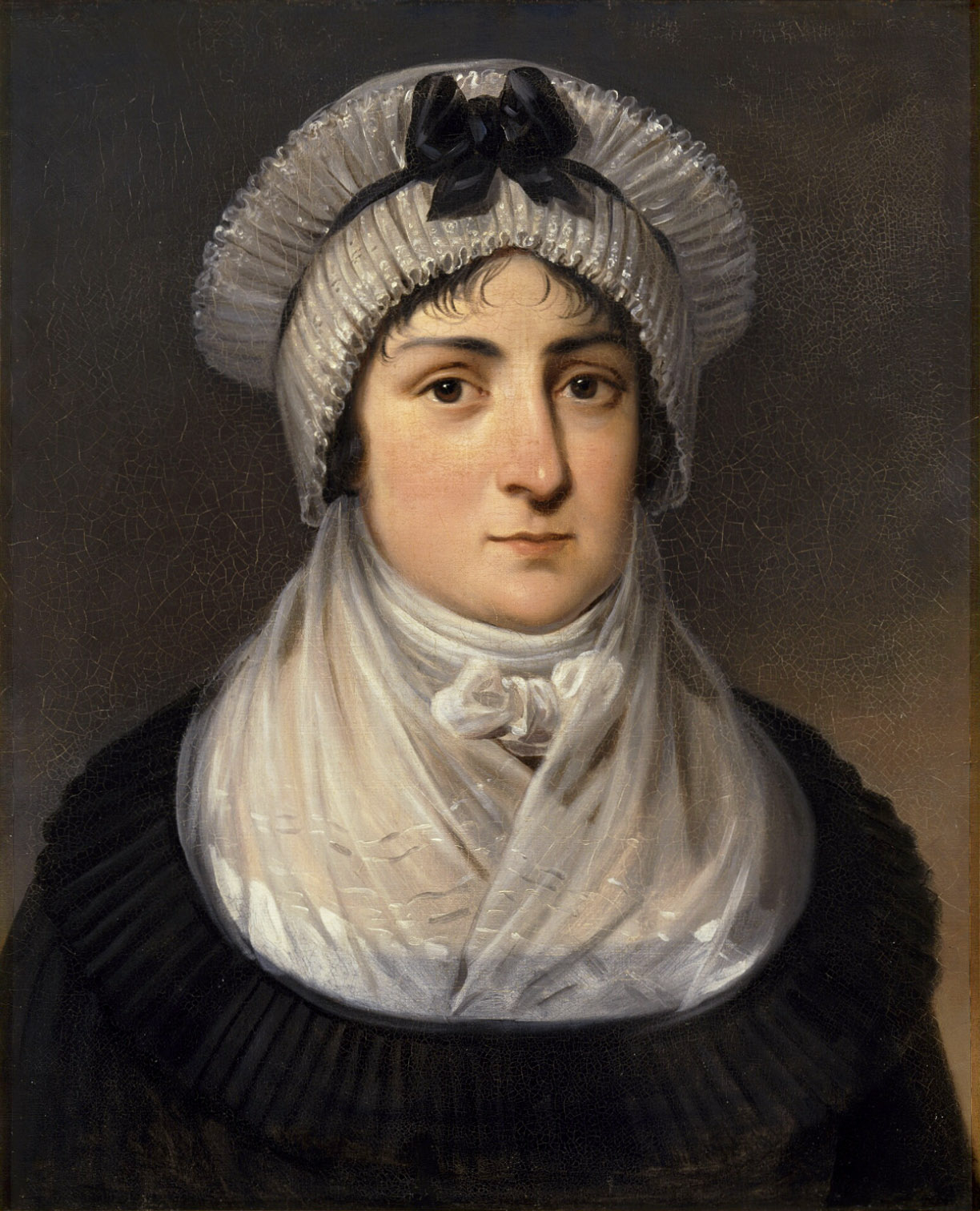
Marie Fortunée d'Este-Modène

Des châtelains, puis des seigneurs engagistes, se succèdent du Moyen Âge à la Révolution.
Les châtelains
- Henri Le Lorrain est l'un des premiers châtelains attestés.
- 1482: Deux personnages se partagent la charge, Jacques de Vitry et Jacques Coitier, médecin de Louis XI.
- 1497: Henri Courtin succède aux précédents.
- 1518: La châtellenie passe ensuite à Mathieu Gallet.
- 1544: Jean Thomassin, neveu du précédent, lui succède.
- 1549: Nicolas de Neuville, chevalier, seigneur de Chanteloup, succède au précédent.

Les seigneurs engagistes
- 1574: Pierre Brûlart (1535 - 1608), chevalier, dit "Capitaine de Crosne",conseiller du roi, secrétaire d'État et des finances, est le premier seigneur engagistele 19 août 1574, à la suite de l'aliénation de la seigneurie de Jeanne Février. Il épouse Madeleine Chevalier.
- 1597: Gilles de Riants (- 1597), baron de Triel, devient co-seigneur engagiste avec les Brûlart.
- 1608: Gilles Brûlart (v. 1572 -), également seigneur de Genlis, succède à son père. Il avait épousé Anne de Halluin. Puis passe à son frère:
- Charles Ier Brûlart de Genlis (1571-1649), chanoine de Notre-Dame de Paris, abbé commendataire, conseiller au Parlement, diplomate, ambassadeur, doyen du Conseil d'État, c'est lui qui fit probablement reconstruire le château qu'il lègue à son petit-neveu Florimond II en 1649
- 1649: Florimond II Brûlart de Genlis (1626-1653), aussi marquis de Genlis, baron d'Abbécourt, sans alliance
- 1653 : Charles III Brûlart de Genlis (1628-1714), frère du précédent, archevêque d'Embrun
- 1714 : Pierre-François Brûlart de Genlis (1648-1733), frère cadet des deux précédents, seul survivant mâle de la famille, il quitte l'état ecclésiastique pour se marier. Il aliéne Triel au profit de la marquise de Marie Anne  Claude Brûlart de Genlis, marquise de Montpeyroux le 22 juin 1719 qui vend le fief à François Alleaune
- 1719: Marie Anne Claude Brûlart, petite-fille des précédents, et fille de Claude Brûlart, décédé en 1673, vend le bien à Isabelle de Harville, veuve d'Éléonor François, comte Palatin de Dio.
- 1745: Le seigneur engagiste est François Alleaume, maître des comptes, maître de la garde-robe de la reine et apparenté aux Brulart.
- Avant 1750 : Jacques Brissart (1691 - 1753) est seigneur de Triel, Chanteloup, Évecquemont et Thun. Il avait épousé Marie Rose Thérèse Tessier[1].
- Jusqu'en 1750 : Jean-Simon Brissart, fils du précédent, abbé commendataire de l'abbaye royale de Saint-Martin de Nevers, maître des requêtes de la reine, mort à Paris le 15 septembre 1750.
- 1761: Auguste Simon Brissart (1726-1779), frère du précédent, fermier général (1753-1762), acquiert le domaine.
- vers 1775: Marie Sophie Claudine de Tyard de Bissy (- 1812), nièce du précédent, cède la propriété à Catherine Douet, veuve de Henri Gabriel Amproux, comte de La Massais.
- 1781: Marie Fortunée d'Este-Modène, princesse de Conti (1731 - 1803), petite-fille du régent et veuve de Louis-François Conti, acquiert le château où elle réside à la belle saison.
- 1790: À la Révolution, les biens de la princesse sont mis sous séquestre.
- 1796: Le château est vendu au sieur Bottot, secrétaire de Barras, qui le fait démolir; le domaine est morcelé en plusieurs lots.

De nos jours, une partie du site, à l'ouest de la voie ferrée, appartient à la commune de Triel-sur-Seine.

## Armoiries

Armes des Este-Modène

- Gallet de Vallière: écartelé, au 1 et 4 d'azur, à un gallet ou tourteau d'or; au 2 d'argent à la bande d'azur, accompagnée de deux croisettes de même, qui est Guéroult de Bonnière, et au 3, parti d'argent ou de gueules fascé de huit pièces, qui est Boulainvilliers
- Brûlart:  de gueules à une bande d'or chargée de cinq barillets de sable à la traînée de même
- Alleaume: d'azur à trois coqs d'or
- Brissart: d'argent, à l'arbre de sinople posé sur une terrasse du même, au cerf passant d'or, brochant sur le fût de l'arbre
- Este-Modène: écartelé, en 1 et 4 d'or, à l'aigle bicéphale de sable, membrée, becquée et liée de gueules et en 2 et 3 d'azur, à trois fleurs de lys d'or, à la bordure endentée de gueules et d'or, au pal de gueules aux deux clefs l'une d'argent l'autre d'or posées en sautoir et liées d'azur accompagné en chef d'une tiare cerclée et croisetée d'or ; sur le tout d'azur, à l'aigle d'argent, becquée, languée et couronnée d'or